# Isomerida ruficornis
Isomerida ruficornis là một loài bọ cánh cứng trong họ Cerambycidae.